# Lepe
Lepe is een gemeente in de Spaanse provincie Huelva in de regio Andalusië met een oppervlakte van 128 km². In 2007 telde Lepe 23.607 inwoners.

## Demografische ontwikkeling
Bron: INE; 1857-2011: volkstellingen